# Ivo Tomić
Ivo Tomić (Pleternica, 18. lipnja 1929. – Zagreb, 14. veljače 1992.) bio je legendarni hrvatski izvjestitelj i športski novinar.
Ivo Tomić (znan i kao Ivan Tomić) bio je široko popularan na prostoru bivše Jugoslavije, zahvaljujući svom osebujnom stilu komentiranja nogometnih utakmica u radijskim prijenosima.
Od 1954. do umirovljenja 1990. bio je reporter, novinar i urednik Sportske redakcije Radio Zagreba. Surađivao je i u mnogim časopisima i novinama, a prvi je u svojim prijenosima koristio riječi kut (za engleski corner) i zaleđe (za engleski offside).

## Stil
Stil Iva Tomića karakterizira izražavanje u stihu, kao i duhovite opaske:
- Dobro melje ovaj mlinac, dobro igra ovaj klinac. (Marko Mlinarić)
- Zagrebački nogometni ban Zvone Boban. (Zvonimir Boban)
- Pitaju me zagrebački dečki, hoće l' nam se vratit Prosinečki.
- Dalmacijo jesi l' čula - Željo vodi s jedan-nula!
- Loptu ima Zajec zeko, Dinamovo med i mlijeko.
- Majko mila, da vidiš Halila, poletio k'o da ima krila.
- Visoki norveški igrači postavili su živi zid, baš nije previše gust, to su k'o one neke naše slavonske tarabe, ali kad puca Piksi, džabe i najbolje tarabe... I konačno, naš se Piksi veselo, doista veselo smije, da li nam je otvorio vrata Italije? (kvalifikacije za Svjetsko prvenstvo u nogometu – Italija 1990.)
- Zbog ove gripe iz nosa curi k'o iz pipe... barem da je benzin...
- Evo ga, Predrag Spasić. Moja malenkost inače podsjeća na njega, ali ne po nogometnoj klasi, već po broju na glavi vlasi!
- Zauzele su tek 11. mjesto, a prije dvije godine, sjetite se, prijesto... Bilo je to finale za anale. (Svjetsko prvenstvo u kuglanju, München 1986.)
- I Sovjeti i Englezi su se zaprepastili, bili su zatečeni i pretečeni, i naprosto potopljeni. (Svjetsko prvenstvo, kajak i kanu, Mechelen 1985.)
- Taj Makarenku je pokazao što je on. Dakle, niko nije dorasao tom rumunjskom tenku - Makarenku. (Univerzijada'87)

## Vanjske poveznice
- Zbirka izreka Iva Tomića na web stranici Leksikon Yu-mitologije  Arhivirana inačica izvorne stranice od 11. lipnja 2007. (Wayback Machine)
- "Najveći biseri hrvatskih i jugoslavenskih sportskih komentatora" na web stranici Jutarnji.hr  Arhivirana inačica izvorne stranice od 22. veljače 2010. (Wayback Machine)
- Sjećanje na Ivu Tomića na web stranici Zajedno Za Dinamo  Arhivirana inačica izvorne stranice od 15. siječnja 2011. (Wayback Machine)